# Kyasagere, Sidlaghatta
Kyasagere là một làng thuộc tehsil Sidlaghatta, huyện Chikkaballapur, bang Karnataka, Ấn Độ.